# ROCS Chung Chiang (LST-225)
ROCS Chung Chiang (LST-225) là một tàu đổ bộ lớp LST-542, thuộc biên chế của Hải quân Trung Hoa Dân Quốc.
Tàu nguyên là USS San Bernardino County (LST–1110)  được đóng mới cho Hải quân Hoa Kỳ trong Chiến tranh thế giới thứ hai. Được đặt tên theo Quận San Bernardino, California, đây là tàu hải quân duy nhất của Hoa Kỳ mang tên này.
LST-1110 đã được đặt lườm vào ngày 28 tháng 12 năm 1944 tại Evansville, Indiana bởi Missouri Valley Bridge and Iron Company, được hạ thủy vào ngày 9 tháng 2 năm 1945, được đỡ đầu bởi bà Sidney Kolb và được nhập biên chế vào Hải quân Hoa Kỳ vào ngày 1 tháng 3 năm 1945 tại New Orleans, Louisiana với Trung úy Alton S. Lee làm thuyền trưởng. Tàu từng tham chiến trong chiến tranh thế giới thứ hai ở khu vực Châu Á-Thái Bình Dương. Sau chiến tranh, tàu hoạt động chủ yếu ở khu vực Tây Duyên hải Hoa Kỳ, kèm theo những chuyến công vụ ở Bắc Cực, Hawaii, Nhật Bản,... Vào ngày 13 tháng 9 năm 1957, cô hoàn thành nhiệm vụ Alaska cuối cùng của mình trong biên chế Hải quân Hoa Kỳ.

## Phục vụ Hải quân Trung Hoa Dân Quốc
Vào ngày 31 tháng 12 năm 1957, tàu được loại biên chế và nhập đội tàu dự trữ vào ngày 15 tháng 8 năm 1958, tàu đã được ngừng hoạt động để chuyển giao cho Trung Hoa Dân Quốc. Ngày hôm sau, việc chuyển giao đã hoàn tất, và LST đã được ủy nhiệm như là  'Chung Chung' '(LST-225)' . USS San Bernardino County đã bị xóa danh bạ tàu ở Hoa Kỳ vào ngày 6 tháng 2 năm 1959. Chung Chiang đã bị Cộng hòa Trung Quốc loại bỏ vào năm 1993, số phận cuối cùng của tàu không rõ.